# Senegalesische Volleyballnationalmannschaft der Männer
Die senegalesische Volleyballnationalmannschaft der Männer ist die Auswahl senegalesischer Volleyballspieler, welche die Fédération Sénégalaise de Volley-Ball (FSVB) auf internationaler Ebene, beispielsweise in Freundschaftsspielen gegen die Auswahlmannschaften anderer nationaler Verbände, aber auch bei internationalen Wettbewerben repräsentiert. 1961 trat der nationale Verband dem Weltverband Fédération Internationale de Volleyball (FIVB) bei. Im Oktober 2021 wurde die Mannschaft auf dem 20. Platz der kontinentalen Rangliste geführt.

## Internationale Wettbewerbe

### Der Senegal bei Weltmeisterschaften
Die Mannschaft konnte sich bisher nicht für eine Weltmeisterschaft qualifizieren.

### Der Senegal bei Olympischen Spielen
Bisher gelang es der Mannschaft nicht, sich für die olympischen Wettbewerbe zu qualifizieren.

### Der Senegal bei Afrikameisterschaften
Die Mannschaft kann bisher vier Teilnahmen an der Afrikameisterschaft vorweisen:
| - 1967: nicht qualifiziert - 1971: 5. Platz - 1976: 4. Platz - 1979: 4. Platz - 1983: nicht qualifiziert - 1987: nicht qualifiziert - 1989: nicht qualifiziert - 1991: nicht qualifiziert - 1993: nicht qualifiziert - 1995: nicht qualifiziert - 1997: 6. Platz - 1999: nicht qualifiziert | - 2001: nicht qualifiziert - 2003: nicht qualifiziert - 2005: nicht qualifiziert - 2007: nicht qualifiziert - 2009: nicht qualifiziert - 2011: nicht qualifiziert - 2013: nicht qualifiziert - 2015: nicht qualifiziert - 2017: nicht qualifiziert - 2019: nicht qualifiziert - 2021: nicht qualifiziert |

### Der Senegal bei den Afrikaspielen
Senegals Volleyballnationalmannschaft der Männer nahm bisher drei Mal an den Wettbewerben der Afrikaspiele teil: Während man 1973 die Bronzemedaille gewinnen konnte, erreichte man in den Jahren 2003 und 2007 nur den neunten respektive zehnten Platz.

### Der Senegal beim World Cup
Der Senegal kann bisher keine Teilnahme am World Cup – dem Qualifikationsturnier für die Olympischen Spiele – vorweisen.

### Der Senegal in der Weltliga
Die Weltliga fand bisher ohne senegalesische Beteiligung statt.